# ایوان نینچویچ
ایوان نینچویچ (انگلیسی: Ivan Ninčević؛ زادهٔ ۲۷ نوامبر ۱۹۸۱) بازیکن هندبال اهل کرواسی است.